# 官陂镇
官陂镇，是中华人民共和国福建省漳州市诏安县下辖的一个乡镇级行政单位。

## 行政区划
官陂镇下辖以下地区：
龙岗村、凤狮村、马坑村、光坪村、大边村、官北村、新坎村、吴坑村、下官村、光亮村、陂龙村、新径村、彩霞村、地凹村、龙示村、公田村和林畲村。